# 京橋出入口 (兵庫県)
京橋出入口（きょうばしでいりぐち）は、兵庫県神戸市中央区の阪神高速道路3号神戸線の出入口。出口と一般道路が接続する交叉点は信号がない。

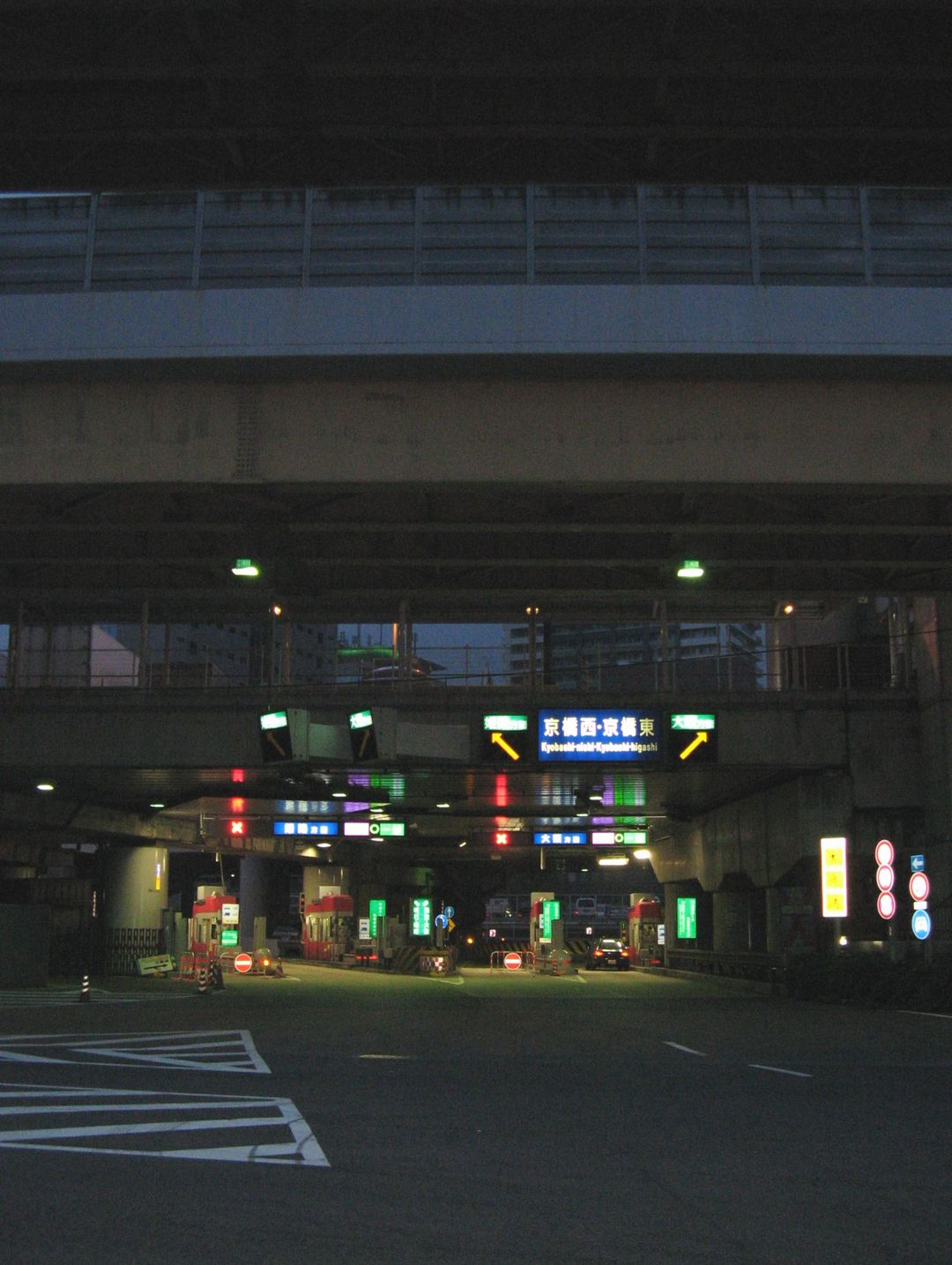
京橋出入口を北望

## 道路
- 阪神高速3号神戸線(3-17,3-18)

## 料金所

### 京橋（東行）料金所
- ブース数：2
  - ETC専用：1
  - ETC/一般：1

### 京橋（西行）料金所
- ブース数：2
  - ETC専用：1
  - ETC/一般：1

## 周辺
- 国道174号（日本一短い国道）
- メリケンパーク
- 神戸ハーバーランド
- 神戸阪急
- 神戸南京町（中華街）
- 三ノ宮駅（三宮駅）
- ハーバーハイウェイ
- ポートアイランド
- 神戸空港（マリンエア）

### 乗り継ぎ
当出入口と5号湾岸線との間に乗り継ぎ制度が設定されている。なお、ETC利用の場合以外は、3号神戸線・31号神戸山手線・7号北神戸線に入る料金所で乗継券を受け取る必要があり、当出口では乗継券を発行しない。また、ハーバーハイウェイを経由する場合は別料金であり、同道路はETCに対応していない。

## 隣
阪神高速3号神戸線
(3-16)生田川出入口 - (3-17,3-18)京橋出入口/PA - (3-19,3-20)柳原出入口

## その他
案内標識においては、大阪市にある京橋との区別のため、京橋（神戸）と表記されたものが存在する。
西行（姫路方面）の京橋出口と京橋パーキングエリア（PA）は本線からの分岐が連続しており、特にPA利用者の出口誤退出が目立つことから、京橋PAへの誘導路には「赤色」のカラー舗装が実施されている。2023年6月のリニューアル工事以降は出口にも「青色」のカラー舗装が実施され、標識板もそれぞれのカラーを反映したものに交換される。